# Harald Poelchau
Harald Poelchau (ur. 5 października 1903 w Poczdamie, zm. 29 kwietnia 1972 w Berlinie) – niemiecki duchowny więzienny pochodzący ze Śląska, teolog, opozycjonista w okresie III Rzeszy związany z Kręgiem z Krzyżowej.

## Życiorys

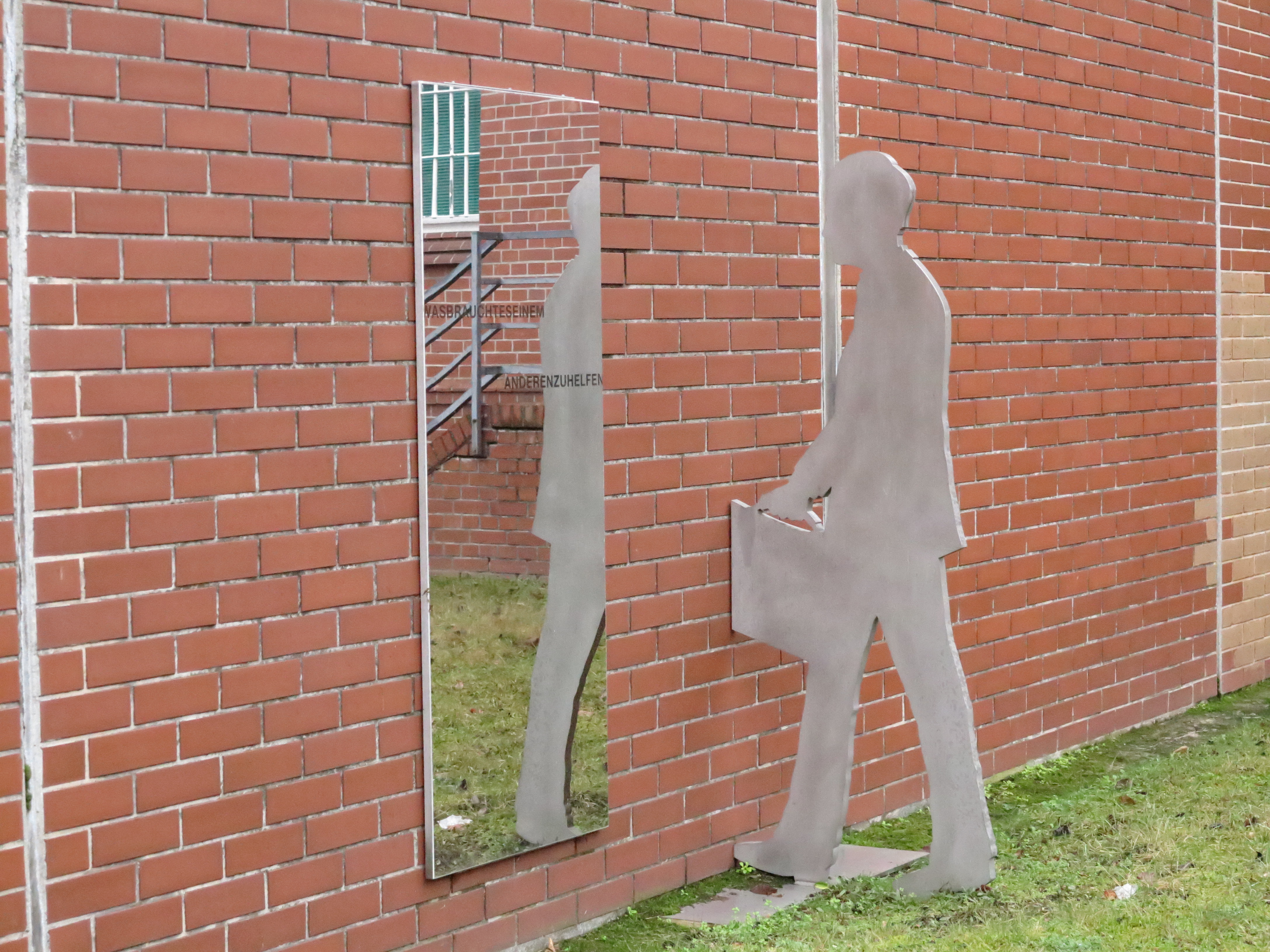
Pomnik dla Haralda Poelchau przy więzieniu Berlin-Tegel

Urodził się w rodzinie poczdamskiego pastora. Dzieciństwo spędził na Śląsku. W 1922 rozpoczął studia teologiczne w Bethel. Później studiował na uniwersytetach w Tybindze i Marburgu. Ponadto studiował także opiekę społeczną na jednej z niemieckich prywatnych szkół wyższych. Przez lata sprawował funkcję prezesa Niemieckiego Zrzeszenia Sądów dla Nieletnich i Pomocy przy Sądach Młodzieżowych. W 1931 obronił dysertację doktorską poświęconą Paulowi Tillichowi – wiodącemu przedstawicielowi religijnego socjalizmu. Od końca 1932 podejmował starania o mianowanie duszpasterzem więziennym w Berlinie. W kwietniu 1933 został pierwszym duchownym zatrudnionym przez reżim narodowo-socjalistyczny w zakładzie karnym. Jako pracownik służby więziennej stał się wkrótce ważnym wsparciem dla ofiar narodowo-socjalistycznej machiny przemocy. Setkom skazanych na karę śmierci towarzyszył w drodze na miejsce kaźni.   
Od 1941 należał do grupy opozycjonistów skupionych wokół Helmutha Jamesa von Moltkego. Brał też udział w pierwszym zjeździe w Krzyżowej. Po nieudanym zamachu na Hitlera z 20 lipca 1944 roku udało mu się przekazać wielu członkom rodzin spiskowców ostatnie wiadomości od uwięzionych opozycjonistów. Niezdekonspirowany przed gestapo dożył końca wojny. 

## Publikacje
W dorobku publikacyjnym H. Poelchaua znajdują się m.in.:
- Harald Poelchau Die letzten Stunden: Erinnerungen eines Gefängnispfarrers. Aufgezeichnet von Alexander Graf Stenbock-Fermor, 3. Auflage. Verlag Volk und Welt, Berlin 1987, ISBN 3-353-00096-8 (Erstausgabe 1949).
- Werner Maser, Harald Poelchau  Der Mann der tausend Tode starb, Pabel-Moewig Verlag, Rastatt 1986, ISBN 3-8118-4361-3.
- Werner Maser, Harald Poelchau Pfarrer am Schafott der Nazis: Der authentische Bericht des Mannes, der über 1000 Opfer des Hitler-Regimes auf ihrem Gang zum Henker begleitete, 1. Auflage. Pabel-Moewig Verlag, Rastatt 1982, ISBN 3-8118-3155-0 (Originalausgabe).
- Harald Poelchau Die Ordnung der Bedrängten: Autobiographisches und Zeitgeschichtliches seit den zwanziger Jahren, Hentrich und Hentrich, Berlin 1963, ISBN 3-933471-50-8 (Neuauflage).
- Harald Poelchau Das Menschenbild des Fürsorgerechts: Eine ethisch-soziologische Untersuchung, Protte-Verlag, Poczdam 1932 (Buchausgabe seiner Dissertation von 1931).